# Kaprije
Kaprije est une île de Croatie située dans la mer Adriatique.

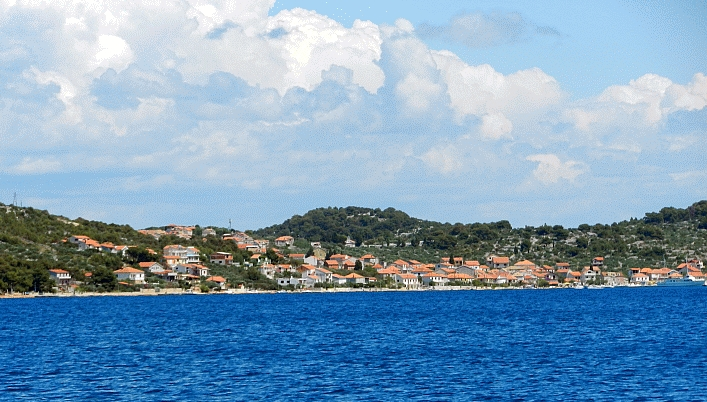
Vue de la localité de Kaprije sur le littoral de l'île.